# Potamilla socialis
Potamilla socialis är en ringmaskart som beskrevs av Langerhans 1884. Potamilla socialis ingår i släktet Potamilla och familjen Sabellidae. Inga underarter finns listade i Catalogue of Life.